# Burg und Wüstung Sewardissen
Die Burg und Wüstung Sewardissen, auch als Sewardessen und Siwardessen bezeichnet, ist eine ehemalige Ortschaft mit Überresten einer mittelalterlichen Motte (Turmhügelburg) und eines Mühlendamms westlich von Holtheim, Stadt Lichtenau im Kreis Paderborn in Nordrhein-Westfalen.

## Lage
Wüstung und Burgstall der Niederungsburg liegen 1,5 km westlich von Holtheim zwischen Holtheimer Berg und Sassenberg auf 274 m ü. NHN am Holtheimer Bach.

## Geschichte
Sewardissen wird zuerst 1011 erwähnt, als hier dem Bischof Meinwerk von Paderborn Besitz übertragen wurde, doch ist die Identifikation mit der Wüstung westlich von Holtheim nicht eindeutig. In der Liste der Güter, mit deren Zehnt das Busdorfstift 1036 ausgestattet wurde, wird eindeutig diese Wüstung als Vorwerk der bischöflichen Villikation Sudheim genannt.
Bei Feldbegehungen fand man Keramik des 12. und 13. Jahrhunderts. Ausgrabungen fanden mit der unter Kirchplätze genannten Ausnahme nicht statt.
1487 wird Sewardissen als wüst erwähnt.
Es wird angenommen, dass ein Ministeriale des Bistums Paderborn mit der nicht direkt erwähnten Burg ausgestattet war.

## Beschreibung
Von der Motte hat sich ein 23 × 12 m großer und 2–3 m hoher, gut sichtbarer Hügel erhalten. Der Turmhügel wurde durch einen Graben von der Terrasse östlich des Baches abgetrennt.
Die Wüstung Sewardissen schließt östlich an. Es sind noch Wohnpodien im Gelände zu erkennen. Weiter Oberhalb wurde das Bachtal von einem weitgehend zerstörten, als Mühlendamm interpretierten Damm gesperrt.
Das Gelände wird heute landwirtschaftlich als Weide genutzt.

### Kirchplätze
Der Flurname Kirchplätze bei der Wüstung Sewardissen sowie bei der Urbarmachung eines Teils des Geländes in den Jahren vor 1870 gemachte Beobachtungen lassen die Existenz einer Kirche 20 m von dem Damm entfernt erkennen. In den Jahren vor 1883 ließ der Vikar Hansmeyer aus Holtheim zur Kontrolle Nachgrabungen anstellen.
Der geostete Bau war 22 × 8 m groß und aus Sandstein. Nur am Westende wurden Reste von Backsteinen gefunden. Eine Tür befand sich in der Nordseite. Im Inneren konnte keine Pflasterung, sondern ortsfremder blauer Ton festgestellt werden. Der Altar war etwa 1 m hoch erhalten. Es wurden Brandspuren festgestellt.
An der Innenseite der Tür wurden ein langer Schlüssel, ein Schwert, 14 Hufeisen und nicht weiter spezifizierte Gegenstände aus Eisen gefunden. Außerhalb der Kirche wurden Keramik und Spuren von Kalköfen entdeckt.
In dem Sakralbau wird häufig die Pfarrkirche des als Pfarrort bezeugten, ebenfalls wüsten Amerungen vermutet. Doch sind die Lage Amerungens am Zusammenfluss von Holtheimer Bach und Altenau und von Sewardissen nördlich des Sassenberges sicher bezeugt. Dazu wurden bei der Amerunger Kapelle, die zwischen beiden Wüstungen liegt, Skelettfunde gemacht, während Hinweise auf Bestattungen, wie sie bei Pfarrkirchen zu erwarten sind, bei Sewardissen fehlen.